# Aranwë
Aranwë  je izmišljen lik iz Tolkienove mitologije, serije knjig o Srednjem svetu britanskega pisatelja J. R. R. Tolkiena.
Bil je sivi vilin iz Fingolfinove družine. Verjetno je bil Gondolinski plemič, saj njegovo ime pomeni dobesedno 'plemič'. Njegov sin je bil Voronwë.